# Сокольницкий, Габриэль
Габриэль Михал Ромуальд Сокольницкий (пол. Gabriel Michał Romuald Sokolnicki, 7 февраля 1877, с. Кашовары Костельные (ныне Кутновский повят, Лодзинское воеводство, Польши) — 2 июня 1975, Львов) — польский и советский учёный в области электротехники. Педагог, профессор (1925), действительный член Академии технических наук в Варшаве. Ректор Львовского политехнического института (1931—1932).

## Биография
В 1888—1894 обучался в Высшей ремесленной школе в Лодзи. Высшее образование получил в 1900 в первом в мире учебном заведении, предлагавшем курсы в области электротехники — на электротехническом факультете Дармштадтской технической школы в Германии, где получил диплом инженера-электрика.
В 1901—1903 гг. — ассистент, позже в 1908—1910 — руководитель Электротехнического акционерного общества.
Автор и реализатор перестройки старых и строительства новых электростанций, проектов электрификации окрестностей Львова и др. городов Польши.
В 1917 назначен руководителем Центрального краевого электротехнического учреждения для промышленного развития Галичины.
С 1921 — доцент, профессор и руководитель (декан) новой кафедры электрического оборудования Львовской Политехники (1928/1929 и 1940/1941). В 1931—1932 — ректор Львовского политехнического института.
С 1922 — член-корреспондент, а с 1938 — действительный член Академии технических наук в Варшаве.
После Второй мировой войны — профессор Львовского политехнического института.
Автор ряда специализированных статей в журнале «Przegląd Elektrotechniczny», автор первого общего Проекта электрификации Польши. Во время работы в СССР — редактор «Политехнического русско-польского словаря».
Умер во Львове. Похоронен на кладбище в Брюховичах.
Старший брат Михала Сокольницкого, историка и дипломата.

## Награды
- Командорский крест ордена Возрождения Польши (1938)
- Золотой почётный знак общества электриков Польши (1959)
- Диплом почётного члена Общества электриков Польши (1969)

Автор и реализатор перестройки старых и строительства новых электростанций, проектов электрификации окрестностей Львова и др. городов Польши.
В 1917 назначен руководителем Центрального краевого электротехнического учреждения для промышленного развития Галичины.
С 1921 — доцент, профессор и руководитель (декан) новой кафедры электрического оборудования Львовской Политехники (1928/1929 и 1940/1941). В 1931—1932 — ректор Львовского политехнического института.
С 1922 — член-корреспондент, а с 1938 — действительный член Академии технических наук в Варшаве.
После Второй мировой войны — профессор Львовского политехнического института.
Автор ряда специализированных статей в журнале «Przegląd Elektrotechniczny», автор первого общего Проекта электрификации Польши. Во время работы в СССР — редактор «Политехнического русско-польского словаря».
Умер во Львове. Похоронен на кладбище в Брюховичах.
Старший брат — Михала Сокольницкого, историка и дипломата.